# Malgassica
Malgassica is een geslacht van vlinders van de familie slakrupsvlinders (Limacodidae).

## Soorten
- M. incerta Hering, 1957
- M. peregrina Hering, 1957
- M. tsaratanana Viette, 1980